# Himatanthus phagedaenicus
Himatanthus phagedaenicus är en oleanderväxtart som först beskrevs av Carl Friedrich Philipp von Martius, och fick sitt nu gällande namn av R. E. Woodson. Himatanthus phagedaenicus ingår i släktet Himatanthus och familjen oleanderväxter. Inga underarter finns listade i Catalogue of Life.